# Valico del Pescino
Il valico del Pescino è un valico dell'Appennino ligure posto a quota 1.195 metri s.l.m. lungo la strada provinciale 72 della città metropolitana di Genova che collega l'ex strada statale 586 della Valle dell'Aveto con la strada provinciale 52 della provincia di Piacenza intermezzo tra Vicosoprano (Rezzoaglio) e Orezzoli (PC), i comuni di Rezzoaglio e Ottone. Nelle vicinanze ha sede il campo sportivo del paese di Vicosoprano (Rezzoaglio).